# Красный Затон
Красный Затон — железнодорожный разъезд (населённый пункт) в Хвалынском районе Саратовской области, в составе сельского поселения Северное муниципальное образование.

## География
Населённый пункт расположен при железнодорожном разъезде (объект транспортной инфраструктуры) Затон. Разъезд введён в эксплуатацию 1 ноября 1942 года в рамках участка Сенная - Сызрань, являющегося частью так называемой "Волжской рокады", меридиональной железнодорожной магистрали, построенной в прифронтовых условиях вдоль правого берега Волги.
Разъезд расположен примерно в 32 к северу (по прямой) от города Хвалынска и 2,5 к северо-западу от села Чёрный Затон.

## Население
Динамика численности населения по годам:
| Годы      | 2002 |
| --------- | ---- |
| Население | 7    |

| 2002 | 2010 |
| ---- | ---- |
| 7    | ↘0   |

Национальный состав
Согласно результатам переписи 2002 года в населённом пункте проживали русские (57 %) и мордва (43 %).